# Lilla Hasselöns naturreservat

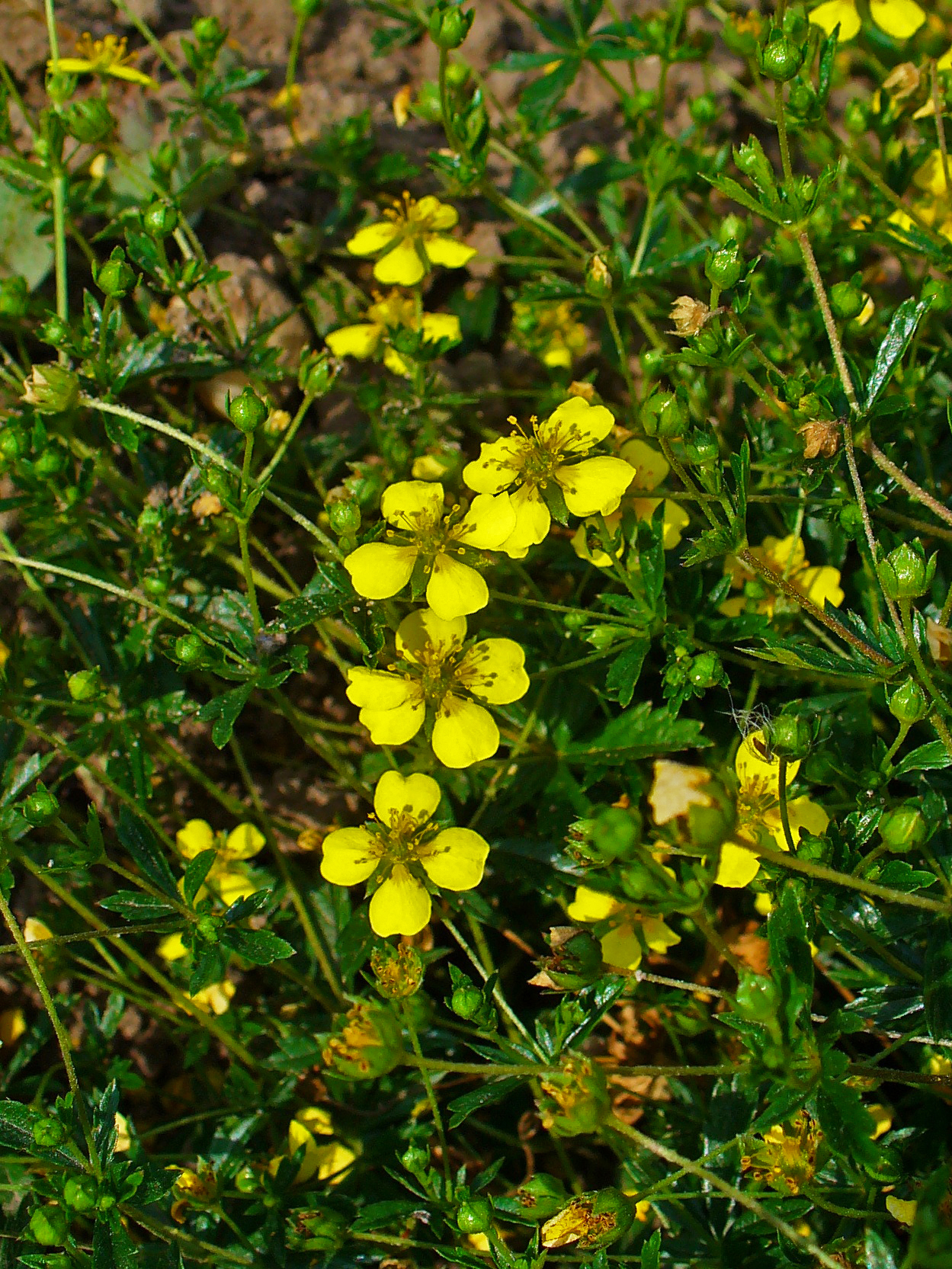
Blodrot

Lilla Hasselön är ett naturreservat i Forshälla socken i Uddevalla kommun i Bohuslän.
Reservatet består av en ö i Havstensfjorden samt kringliggande vatten sydväst om Uddevalla. Det omfattar 222 hektar och är skyddat sedan 1973. Större delen av öns areal omfattades redan 1965 och 1968 av strandskyddsförordnanden. 
Öns högsta punkten ligger 85 meter över havet. Stränderna domineras av klippor, sten, block och branta stup. 
Granskog dominerar vegetationen medan det finns lövinslag på östsidan. Där är även fuktigare vaför det växer vitmossor, blodrot, ekbräken, skogskovall, skogsviol och vårfryle. På ön finns även partier av ljunghed och enbuskmarker och hällmarksvegetation.
Som gäststuga fungerar det gamla båtsmanstorpet Fiskartorpet. Huvudbyggnaden är uppförd 1920 och runt denna finns en trädgård. Runt ön finns några sandstränder.
Naturreservatet förvaltas av Västkuststiftelsen.